# مجاهد المنيع
مجاهد المنيع لاعب كرة قدم سعودي من مواليد 15 يناير 1996 ، يلعب كلاعب مهاجم في نادي عرعر.
مثل نادي الهلال في الفئات السنية وفي صيف 2018 أعاره نادي الهلال إلى نادي الحزم و لعب بعده في نادي الطائي ونادي الثقبة ونادي عرعر ونادي الترجي ونادي الشعيب ونادي عرعر.

## روابط خارجية
- مجاهد المنيع على موقع Soccerway.com (الإنجليزية)